# Livré-la-Touche
Livré-la-Touche, dénommée jusqu’au 3 octobre 2008 Livré, est une commune française, située dans le département de la Mayenne en région Pays de la Loire, peuplée de 728 habitants.
La commune fait partie de la province historique de l'Anjou (Haut-Anjou).

## Géographie
La commune est située en Sud-Mayenne. Couvrant 3 008 hectares, son territoire est le plus étendu du canton de Craon.

### Communes limitrophes
| Ballots             | Méral           | Cossé-le-Vivien |
| Ballots             | Livré-la-Touche | Athée           |
| La Selle-Craonnaise | Niafles         | Craon           |

### Climat
Pour des articles plus généraux, voir Climat des Pays de la Loire et Climat de la Mayenne.
En 2010, le climat de la commune est de type climat océanique altéré, selon une étude du CNRS s'appuyant sur une série de données couvrant la période 1971-2000. En 2020, Météo-France publie une typologie des climats de la France métropolitaine dans laquelle la commune est exposée à un climat océanique et est dans la région climatique  Bretagne orientale et méridionale, Pays nantais, Vendée, caractérisée par une faible pluviométrie en été et une bonne insolation. 
Pour la période 1971-2000, la température annuelle moyenne est de 11,6 °C, avec une amplitude thermique annuelle de 13,5 °C. Le cumul annuel moyen de précipitations est de 716 mm, avec 12,2 jours de précipitations en janvier et 6,8 jours en juillet. Pour la période 1991-2020, la température moyenne annuelle observée sur la station météorologique de Météo-France la plus proche, sur la commune de Ballots à 5 km à vol d'oiseau, est de 11,8 °C et le cumul annuel moyen de précipitations est de 782,1 mm,. Pour l'avenir, les paramètres climatiques de la commune estimés pour 2050 selon différents scénarios d'émission de gaz à effet de serre sont consultables sur un site dédié publié par Météo-France en novembre 2022.

## Urbanisme

### Typologie
Au 1er janvier 2024, Livré-la-Touche est catégorisée commune rurale à habitat très dispersé, selon la nouvelle grille communale de densité à sept niveaux définie par l'Insee en 2022.
Elle est située hors unité urbaine. Par ailleurs la commune fait partie de l'aire d'attraction de Craon, dont elle est une commune de la couronne,. Cette aire, qui regroupe 9 communes, est catégorisée dans les aires de moins de 50 000 habitants,.

### Occupation des sols
L'occupation des sols de la commune, telle qu'elle ressort de la base de données européenne d’occupation biophysique des sols Corine Land Cover (CLC), est marquée par l'importance des territoires agricoles (97,1 % en 2018), une proportion sensiblement équivalente à celle de 1990 (97,3 %). La répartition détaillée en 2018 est la suivante : 
terres arables (69,6 %), prairies (18,7 %), zones agricoles hétérogènes (8,8 %), forêts (1,5 %), zones urbanisées (1,4 %). L'évolution de l’occupation des sols de la commune et de ses infrastructures peut être observée sur les différentes représentations cartographiques du territoire : la carte de Cassini (XVIIIe siècle), la carte d'état-major (1820-1866) et les cartes ou photos aériennes de l'IGN pour la période actuelle (1950 à aujourd'hui).

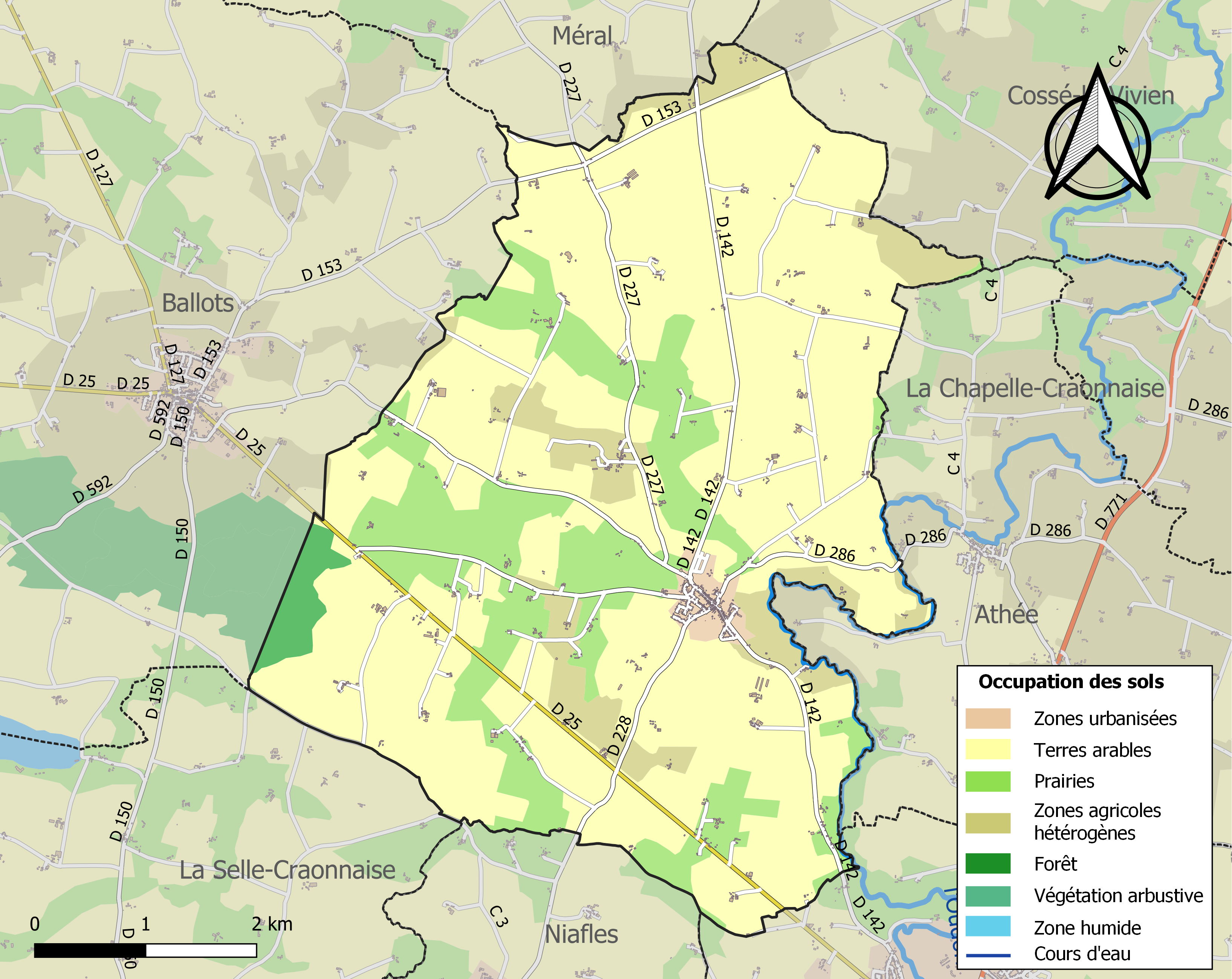
Carte des infrastructures et de l'occupation des sols de la commune en 2018 (CLC).

## Toponymie
Le nom de la localité est attesté sous les formes de Livreto en 1184 et  Libvré en 1509. Selon Albert Dauzat, il serait issu de l'anthroponyme latin Liber.
Appelée jusqu'alors Livré, la commune a changé de nom par décret no 2008-1021 du 3 octobre 2008 et se nomme dorénavant Livré-la-Touche.
Le gentilé est Livréen.

## Histoire
Sous l’Ancien Régime, la commune faisait partie du fief de la baronnie angevine de Craon, dépendait de la sénéchaussée principale d'Angers, et du pays d'élection de Château-Gontier. La commune fut dénommée jusqu’au 3 octobre 2008 Livré.

## Politique et administration
| Période                                  | Période   | Identité         | Étiquette | Qualité                                         |
| ---------------------------------------- | --------- | ---------------- | --------- | ----------------------------------------------- |
| mars 1965                                | ?         | M. Tréton        |           |                                                 |
| avant 1981                               | ?         | Auguste Gigon    |           |                                                 |
| avant 1995                               | mars 2001 | Paul Thomas      | DVD       |                                                 |
| mars 2001                                | En cours  | Michel Raimbault | SE-DVC    | Agriculteur, conseiller départemental suppléant |
| Les données manquantes sont à compléter. |           |                  |           |                                                 |

Le conseil municipal est composé de quinze membres dont le maire et deux adjoints.

## Population et société

### Démographie
L'évolution du nombre d'habitants est connue à travers les recensements de la population effectués dans la commune depuis 1793. Pour les communes de moins de 10 000 habitants, une enquête de recensement portant sur toute la population est réalisée tous les cinq ans, les populations de référence des années intermédiaires étant quant à elles estimées par interpolation ou extrapolation. Pour la commune, le premier recensement exhaustif entrant dans le cadre du nouveau dispositif a été réalisé en 2005.
En 2022, la commune comptait 728 habitants, en évolution de −2,93 % par rapport à 2016 (Mayenne : −0,73 %, France hors Mayotte : +2,11 %).
Au premier recensement républicain, en 1793, Livré comptait 1 824 habitants, population jamais atteinte depuis.
| 1793  | 1800  | 1806  | 1821  | 1831  | 1836  | 1841  | 1846  | 1851  |
| ----- | ----- | ----- | ----- | ----- | ----- | ----- | ----- | ----- |
| 1 824 | 1 350 | 1 539 | 1 416 | 1 501 | 1 633 | 1 571 | 1 581 | 1 580 |

| 1856  | 1861  | 1866  | 1872  | 1876  | 1881  | 1886  | 1891  | 1896  |
| ----- | ----- | ----- | ----- | ----- | ----- | ----- | ----- | ----- |
| 1 503 | 1 434 | 1 405 | 1 300 | 1 301 | 1 271 | 1 314 | 1 246 | 1 229 |

| 1901  | 1906  | 1911  | 1921  | 1926  | 1931  | 1936  | 1946  | 1954  |
| ----- | ----- | ----- | ----- | ----- | ----- | ----- | ----- | ----- |
| 1 158 | 1 169 | 1 124 | 1 051 | 1 048 | 1 056 | 1 068 | 1 076 | 1 004 |

| 1962 | 1968 | 1975 | 1982 | 1990 | 1999 | 2005 | 2006 | 2010 |
| ---- | ---- | ---- | ---- | ---- | ---- | ---- | ---- | ---- |
| 892  | 789  | 798  | 768  | 840  | 787  | 785  | 790  | 760  |

| 2015 | 2020 | 2022 | - | - | - | - | - | - |
| ---- | ---- | ---- | - | - | - | - | - | - |
| 756  | 731  | 728  | - | - | - | - | - | - |

## Activité et manifestations

### Sports
L'Union sportive de Livré-la-Touche fait évoluer deux équipes de football en divisions de district.

## Culture locale et patrimoine

### Lieux et monuments
- L'église Notre-Dame-de-l'Assomption, des XVe et XVIe siècles. Elle fait l'objet d'une inscription au titre des Monuments historiques depuis le 1er août 1974[23].
- La maison forte de l'Epronnière, date du XIVe siècle, sa chapelle et ses douves comblées, sont classées au titre des Monuments historiques depuis le 30 septembre 1994[24].
- La chapelle Saint-Denis du Blochet[25], du XXe siècle.
- Ancien château de l'Églorière.

### Personnalités liées à la commune
- François de La Boullaye-Le Gouz, (Baugé, v.1610-Ispahan, 1668), explorateur et diplomate du XVIIe siècle mais son épouse se retira à l'Églorière et y décéda[26].
- Maison de Scépeaux (branche de l'Épronnière).
- Léon Leclerc (1781-1858 à Livré), agronome, pomologiste et homme politique y décéda.
- François Dermaut, (1949-2020), auteur de bandes dessinées y vivait[27].